# كانان (نيويورك)
كانان (بالإنجليزية: Canaan, New York)‏ هي بلدة أمريكية تقع في الولايات المتحدة في مقاطعة كولومبيا، نيويورك. يقدر عدد سكانها بـ 1,710 نسمة ومساحتها 95.7 كم2 وترتفع عن سطح البحر 299 متر.

## أعلام
- توم هارت
- تشارلز لويس بيلي
- جون كينغ
- دانيال كادي